# Sainte-Reine-de-Bretagne
 Sainte-Reine-de-Bretagne  es una población y comuna francesa, situada en la región de Países del Loira, departamento de Loira Atlántico, en el distrito de Saint-Nazaire y cantón de Pontchâteau.

## Demografía
| 1260 | 1303 | 1497 | 1768 | 1779 | 1681 |
| Para los censos de 1962 a 1999 la población legal corresponde a la población sin duplicidades (Fuente: INSEE [Consultar]) |      |      |      |      |      |